# Clarence L. Simpson
Clarence Lorenzo Simpson (né en 1896 et mort en 1969 à Monrovia) est un homme politique et diplomate libérien. Il fut ministre des Affaires étrangères de 1934 à 1944 sous la présidence d'Edwin Barclay. Il était l'un des favoris dans la succession du président en 1943 qui fut finalement remportée par William Tubman, mais il occupa le poste de vice-président de 1944 à 1952 sous la présidence de ce dernier.
Simpson représenta également le Liberia à la SDN en 1934 et dirigea la délégation libérienne à l’ONU en 1945.

## Sources
- (en) New Liberian Ambassador, Her Only One, Lands Here Today To Take Up Post In U.S., article du New York Times du 20 avril 1952
- (en) Front Door or Back ? (Article du Time)